# マリアの地球
『マリアの地球』（原題：Tierra de María、英題：Mary’s Land）は、ホアン＝マヌエル・コテロ監督・主演のドキュメンタリー映画である。聖母マリアとの、不思議な体験をした多種多様な人々の証言を集めた作品である。本編公式サイトからの上映希望や申し込み、『カメラを止めるな！』と同じようにSNS上の口コミ効果等で、初公開から7年後、目下のところ36か国で上映された。
映倫審査はG区分。
2020年12月現在、コロナ禍によるいくつかの劇場休館、爆発的な感染増大を受けて、当面は12月25日、1月6日、1月12日に、それぞれ一日一回のスケジュールで、オンライン公開されることとなった。
日本でのキャッチフレーズは「いったい何が起こるだろう？もしもこれがただの作り話でなかったとしたら」

## あらすじ
秘密組織調査班の情報部員（ホアン＝マヌエル・コテロ）は、上司から、“聖母マリアとの不思議な体験によってキリスト教に入信し、世界中に信仰を宣べ伝えるようになった人々”を調査するという任務を与えられる。その人々の中には、ジョン・リック・ミラー、元女優でモデルのアマダ＝ロサ・ペレス、元ダンサーのロラ・ファラナといった著名人もいる。JM隊員こと“悪魔の代弁者”は、彼らが精神疾患をもっているのか、ほらを吹いているのか、それとも真実を述べているかどうかを確かめるべく、世界各国へ取材に向かう。彼らと接しているうちに、JM隊員の心にもある変化が起こるようになる。

## 主な主演者

### 俳優
悪魔の代弁者（JM隊員）
ホアン＝マヌエル・コテロ
ボス
カルメン・ロサ

### 取材された人々
- ジョン・リック・ミラー
- アマダ＝ロサ・ペレス
- サルバドール・イニゲス
- フランシスコ・ベラール
- Dr.ジョン・ブルチャルスキー
- ロラ・ファラナ
- フィルカ・ミハイ
- シルビア・ブーソ

### カメオ出演
- ディラン・オブライエン：ボスニアで登場。

## 日本語吹替キャスト

### 聖劇パート
父なる神
柳川朋毅
イエス
池田真理男
聖母マリア
木村しをり
少女イヴ
藤嶋ナオミ
少年アダム
佐藤正美
イヴ
藤嶋ナオミ
アダム
（台詞なし）
ルスベル（堕天使ルシファー）
中西眞喜
大天使ミカエル
中村文
御使い
馬杉成華
カペナウムのおばあさん
Pilar Fernández Herboso
ナレーター
亀甲美津子

### 調査パート
ホアン＝マヌエル・コテロ（悪魔の代弁者）
中西眞喜
カルメン・ロサ（ボス）
吉田綾子
ジョン・リック・ミラー
竹内望
アマダ＝ロサ・ペレス
絹田清那シナ
サルバドール・イニゲス
板垣亮太
ブランカ
エイベリー
メキシコの娼婦
馬杉成華
パナマ支部隊員
宇留野真人
子ども1
今枝佑紀
子ども2
竹内美祈
患者1
松島遥
患者2
エイベリー
セラピスト
今枝佑紀
フランシスコ・ベラール神父
南部悟士
フランシスコ神父の母
Pilar Fernández Herboso
Dr.ジョン・ブルチャルスキー
秋山光平
ロラ・ファラナ
松本ゆの
ロラを介護する女性
池松静羅
フィルカ
木村しをり
証人マリヤ
石村よし子
証人ヴィッカ
恩田櫻子
証人ミリアナ
佐藤正美
シルビア
竹内美祈
巡礼者
中村文
悪魔祓い
板垣亮太
スペインの神父
秋山光平

### その他の声の出演
- 小林莉紗
- 小林恭平

### 字幕翻訳・吹替翻訳・吹替演出
- 中西眞喜

本作の吹替版は、特別企画として、「2016年度世界青年の日クラクフ大会」に参加した青年団によるボランティアで制作された。キャストには声優や舞台俳優の経験者もいるが、ほとんどが未経験である。「メインはドキュメンタリーなので演技はそれほど問われないが、未経験者とは思えない。若いみんながよくやってくれた」と、コテロ監督は述べており、Infinito Mas Unoプロダクションも太鼓判を押した。また、日本語版演出にかかわった木村しをりは「レベルの違いはそれぞれ、（演技の）経験のない声優陣であるのは確かだが、見違えるほどの出来である」と述べている。

## 日本語版エンディング曲
「Dear Dad Dear Beloved」
作詞・作曲：竹内美祈
編曲・ピアノ：馬杉成華
歌：竹内美祈、馬杉成華、木村しをり、小林恭平、宇留野真人

## 日本語版スタッフ
- 制作：ロコモトラス・デ・ハポン
- 監修：インフィニト・マス・ウノ
- 録音：CRUNCH STUDIO
- 協力：Tokyo Christian’s Vox（Youtubeチャンネル）
- 取材：カトリック新聞（2019年2月24日発行）、『カトラジ！』（第246回6月22日放送）

## タイトル
原題は「Tierra de María（直訳：マリアの地、マリアの土地、マリアの地球）」だが、アメリカ公開用に用意されたタイトルは、「Mary’s Land（直訳：マリアの国）」だった。アメリカ公開に先立って、本編でも「Mary’s Land」のタイトルが出てくるが、これは英訳する際に誤訳されたもので、一部ファンで「マリアの国とは、御出現が続いているメジュゴリエ（ボスニア・ヘルツェゴビナ）のことか」という誤解が生じた。公開当時のホアン＝マヌエル・コテロのコメントによると、「Tierraとは、一部の地域や特定の国を指しているのではなく、惑星的な意味合いで使っている。この作品が俎上に載せたテーマは、マリアが全人類の母であるか否か。全人類の母だということは、地球全体がマリアの地である」と表明している。日本公開にあたって、原題のメッセージを尊重し、またスタッフからの要望通り、「マリアの地球」を公式タイトルとすることとなった。

## 興行・反響

### 1年目
スペインでの初公開は2013年12月5日であった。大手の制作会社による作品ではなく、制作費も極めて低く、パブリシティも目立ったものではなかった。にもかかわらず、わずか1年で22か国の劇場で公開されることとなった。
ドキュメンタリーとしても映画としても異彩を放っており、配給の手法も従来のものと違っている。完成から数日後、『インフィニト・マス・ウノ』プロダクションのソーシャルメディアで、12月5日に公開すると告知されたが、その時点では、まだどこの劇場で上映されるのか決まっていなかった。映画産業界の視点から見れば、成功率の低い極めて無謀な方針に思われた。「マンネリで正統派の道は取りたくない。無謀であれ、型破りであれ、自分たちの仕事に惚れ込んでいる側の情熱である。自分たちの信念と良心に従って、やりたいことをやりたいようにやった。やりたいことへの惚れ込み、信頼、そして自由度を混ぜ合わせたものは、従来のものを覆した作品を生み出すことができる。恐れてばかりいたとしたら、“LA ÚLTIMA CIMA（インフィニト・マス・ウノプロダクションのデビュー作）”も、“マリアの地球”も作りはしなかっただろう。だからこそ、無謀といわれることは私たちの誇りである」と、コテロ監督は述べている。
インフィニト・マス・ウノ プロダクションは本編の公式ホームページ[http://maria-no-chikyuu.jp/]を立ち上げ、サイトの上の部分に並んでいるメニュー画面から『この映画を観たい？』というオプションを設け、そこから『申請する』をクリックし、必要事項を埋めて送信させることで、本作の公開を望む声を募集し、どの映画館で観たいかを観客が決めるようにセッティングした。これにより、劇場離れしていた観客のみならず、多くの国から申請が届くこととなった。「映画に関して一番大切なお客は、プロデューサーでも、配給会社でも、評論家でも映画祭でもない。劇場に足を運んでくださる方々である。だからこそより直接的な形で観客の希望に沿う必要がある。従来のように観客が望むものを推測するのではなく、直接うかがってみることだ。観客がイニシャティブをもって、公開のプロセスに参加することほど、人々にとって刺激的でインスピレーションを与えるものはない」とホアン＝マヌエル・コテロは言う。
初公開時、『マリアの地球』は、スペイン全国でわずか11館（1館ごとに1コピー）でスタートした。いかなる企業による提供やテレビ局の協力、スター俳優の起用どころか、宣伝広告用の予算すらなかったにもかかわらず、第一週目から話題を呼び、単館上映記録として最高平均観客数を打ち立てた。これは同年にスペインで公開された『アナと雪の女王』、『ハンガーゲーム2』を上回る記録であった。劇場数も11からわずか3か月で125に増え、多くのシネコンでも上映された。一部の映画館チェーン（例：Cinesa Diagonal）全体を通して6か月間も週間上映リストにとどまることとなった。たいていの場合全国ロードショーが行われる作品は、全国の劇場で同時公開され、平均して2、3週間から1か月で上映を終了するが、こちらは全国同時公開ではなく、一つの劇場で上映を終えても、襷をつなぐ形で他の劇場でも次々と上映されていくことで、驚異的な観客数と上映日数を打ち立てることになったのである。
スペインでの成功を皮切りに、北米から南米で反響を呼び、ポーランド、イタリア、ハンガリーといったヨーロッパの一部の国で好評を博し、わずか1年で22か国での公開が実現した。（2017年から2018年にかけてはオーストリア、ドイツ、ルーマニア、スイス、ルクセンブルクで公開され、スペイン初公開から7年の2020年現在はスウェーデンと日本を含めて合計37か国であり、フランスでの公開も予定されている）

### 世界公開時
メキシコ公開時、最も観られた映画作品ベスト8に入った。総観客数は10万を超えた。
パラグアイでは、『エクソダス』と『ハンガーゲーム2』に次ぐ、人気作品となった。
アメリカ合衆国では当初たったの3館で上映が行われたが、予想以上の成功を博したため、シネマーク（世界で1、2を争う映画館チェーン）は20の街で本作を公開した。
イタリアでは8万以上の総観客数を記録した。
ポーランドでは13万を優に超える観客数を記録し、ブームとなった。
エクアドルでは、8か月間も週間上映スケジュールにとどまった。
スペインでは最多視聴率を獲得し、7か月間にわたって上映される成功作となった。
アメリカとヨーロッパで定評のある映画館チェーンで放映 （Cinemex, Cinehoyts, Cinepolis, Cinemark, Kinepolis, Yelmo Cineplex, Cinesa... )